# G N' R Lies
G N' R Lies je album kojeg je 1988. godine izdao hard rock sastav Guns N' Roses.
Prve četiri pjesme su s prije izdanog EP-a Live ?!*@ Like a Suicide. Druge četiri su snimane samo s klasičnim i akustičnim gitarama. Te zadnje pjesme su napisane i snimljene u jednoj sesiji u studiju (osim "You're Crazy", koja se pojavila u alternativnoj verziji na Appetite for Destruction). Producent, Mike Clink, je ovaj događaj nazvao "jednim od onih čarobnih rock 'n' roll povijesnih trenutaka."
LP je sadržavao malo drukčiji dizajn omota. U donjem lijevom kutu, umjesto "LIES LIES LIES," u naslovu piše, "Nasilje nad ženama se već radi 10,000 godina." Također, umjesto "Slon rađa patuljka," u naslovu piše, "Dame, dobrodošle u mračne godine." Omot je parodija britanskog tabloida.
"You're Crazy" je izdana prije na debitantskom albumu Appetite For Destruction i sad je snimljena kako je originalno napisana. "Mama Kin" je obrada pjesme Aerosmitha, originalno snimljena na njihovom debitantskom albumu iz 1973. godine. "Nice Boys" je obrada pjesme Rose Tattooa.
Tijekom snimanja albuma pjesma nazvana Cornshucker (ponekad zvana 'Cornchucker') je snimljena, kao nastavak pjesme "Used To Love Her". Bila je odsvirana samo nekoliko puta uživo i nije izašla na albumu zbog previše psovki. U veljači 2006. godine demopjesme je procurio i može se naći na raznim G N'R fan stranicama.
Tijekom "Chinese Democracy Tour" turneje, "Patience" je odsvirana uživo s električnom gitarom s novom postavom. Vodeća gitara je bila jedina električna, a svirao je Robin Finck. Također, rečeno je da kad je Axl ponovno snimio Appetite for Destruction uključio ovu verziju s električnom gitarom. Nijedan demo s ovog presnimljenog albuma nije procurio, ali popisi pjesama s 01-02 turneje navodno odražavaju album. Općenite rasprave o tome koja verzija "Patience" je bolja su neučestale.
"One in a Million" je izazvala bijes među homoseksualnim organizacijama i aktivistima za ljudska prava, kako se u riječima spominju crnje (niggers) i pederi (faggots). Tračevi o tome kako vodeći gitarista Slash tvrdi kako mu je ova pjesma neugodna jer je napola crnac su neistiniti. Glasine su krenule je Slash govorio u televizijskom intervjuu o tome kako se osjeća kad ljudi koriste riječ "nigger". Ni na koji način nije izjavio svoje osjećaje o Axlu Roseu i pjesmi u "Behind the Music".  
Godine 2000., Rose je tvrdio da buduća izdanja albuma neće sadržavati "One in a Million," govoreći da su kritičari i mediji krivo shvatili riječi i nerazumljiva publika više ne zaslužuje da čuje pjesmu. Pjesma se još uvijek izdaje na albumu.

## Popis pjesama
1. "Reckless Life" – 3:20
2. "Nice Boys" – 3:02
3. "Move to the City" – 3:42
4. "Mama Kin" – 3:57
5. "Patience" – 5:56
6. "Used To Love Her" – 3:13
7. "You're Crazy" – 4:10
8. "One in a Million" – 6:10